# Wesselin Dikow
Wesselin Dikow (bulgarisch Веселин Диков; * 21. Februar 1998 in Sofia) ist ein bulgarischer Eishockeyspieler, der seit 2018 beim SK Irbis-Skate in der bulgarischen Eishockeyliga spielt. Sein Bruder Konstantin ist ebenfalls bulgarischer Nationalspieler.

## Karriere
Wesselin Dikow begann seine Karriere als Eishockeyspieler in der Nachwuchsabteilung des HC Lewski Sofia. Von 2011 bis 2014 spielte er für den Lokalrivalen HC Slawia Sofia in den bulgarischen Juniorenligen. 2012 und 2013 gewann er mit dem Klub die bulgarische U16-Meisterschaft und 2013 und 2014 die U18-Meisterschaft des Landes. Von 2014 bis 2016 spielte und trainierte er in der Ontario Hockey Academy in Kanada. Anschließend wechselte er in die United States Premier Hockey League, wo er zunächst beim Okanagan HC und später bei den Northern Cyclones und den Connecticut Nighthawks spielte. 2018 kehrte er in seine bulgarische Heimat zurück, wo er seither beim SK Irbis-Skate spielt, mit dem er 2019, 2023 und 2024 bulgarischer Meister wurde. 2024 war er auch bester Vorbereiter der bulgarischen Eishockeyliga.

### International
Im Juniorenbereich spielte Dikow für Bulgarien bei den U18-Weltmeisterschaften 2013, 2014, 2015 und 2016, als er zum besten Spieler seiner Mannschaft gewählt wurde, sowie den U20-Weltmeisterschaften 2014, 2016, als er die beste Plus/Minus-Bilanz des Turniers erreichte, 2017 und 2018 jeweils in der Division III.
Mit der bulgarischen Herren-Nationalmannschaft nahm Dikow erstmals an der Weltmeisterschaft der Division II 2016 teil. Trotz zweier Tore konnte er den Abstieg der Bulgaren nicht verhindern, obwohl er seine Mannschaft im entscheidenden Spiel gegen Israel mit dem Treffer zum zwischenzeitlichen 3:3-Ausgleich im Spiel hielt. Bei den Weltmeisterschaften 2017, 2018 und 2019, als der Wiederaufstieg in die Division II gelang, spielte er dann in der Division III. Bei den Weltmeisterschaften 2022, 2023 und 2024 spielte er dann wieder in der Division II. Zudem vertrat er seine Farben bei den Olympiaqualifikationsturnieren für die Winterspiele in Peking 2022 und in Mailand 2026.

## Erfolge und Auszeichnungen
- 2012 Bulgarischer U16-Meister mit dem HC Slawia Sofia
- 2013 Bulgarischer U16- und U18-Meister mit dem HC Slawia Sofia
- 2014 Bulgarischer U18-Meister mit dem HC Slawia Sofia
- 2019 Bulgarischer Meister mit dem SK Irbis-Skate
- 2023 Bulgarischer Meister mit dem SK Irbis-Skate
- 2024 Bulgarischer Meister mit dem SK Irbis-Skate
- 2024 Bester Vorbereiter der bulgarischen Eishockeyliga

### International
- 2016 Beste Plus/Minus-Bilanz bei der U20-Weltmeisterschaft der Division III
- 2019 Aufstieg in die Division II, Gruppe B, bei der Weltmeisterschaft der Division III